# Isohypsibius qinlingensis
Isohypsibius qinlingensis är en djurart som tillhör fylumet trögkrypare, och som beskrevs av Li , Wang och Yu 2005. Isohypsibius qinlingensis ingår i släktet Isohypsibius och familjen Hypsibiidae. Inga underarter finns listade i Catalogue of Life.